# Charlotte de Savoie
Pour les articles homonymes, voir Charlotte.
Titres
Reine de France
22 juillet 1461 – 30 août 1483
(22 ans, 1 mois et 8 jours)
Dauphine de Viennois
9 mars 1451 – 22 juillet 1461
(10 ans, 4 mois et 13 jours)
Charlotte de Savoie (1441/3- 1er décembre 1483,) est une princesse de la maison de Savoie, fille de Louis Ier, duc de Savoie. 
Elle est devenue, par son mariage avec le futur Louis XI, dauphine (1451), puis reine de France (1461).

## Biographie

### Naissance
La date de naissance de Charlotte de Savoie paraît mal établie. Le Dictionnaire de Biographie française se contente d'une approximation – « vers 1442 » – mais Pierre de Vaissière va jusqu'à faire naître la reine en 1445. Mère d'un premier enfant en 1458, Charlotte n'aurait pu avoir moins de 16 ou 17 ans, et ne peut donc être née en 1445. En outre, Samuel Guichenon prouve que Charlotte fut d’abord fiancée au duc de Saxe Frédéric, fils aîné de Frédéric II de Saxe, par contrat signé à Lausanne le 11 mars 1443 dans lequel Charlotte est dite « secundogenita illustris principis … Ludovici Dei gratia Ducis Sabaudiæ » : elle était donc déjà née, seconde fille du duc Louis Ier de Savoie et d'Anne de Chypre. Le fiancé était Frédéric de Saxe (1439-1451), fils de Frédéric II le Doux (1412-1464), prince-électeur de Saxe ; or l’âge de la consommation du mariage est fixé pour Frédéric à 15 ans (ce qui nous mène en 1454) et celui de Charlotte, à 12 ans : Charlotte serait donc née en 1442 (ou fin 1441). Refiancée à Louis, dauphin et futur Louis XI, le contrat fut signé le 28 janvier 1451 ; elle n’a alors pas encore les 12 ans requis.

### Mariage
Le dauphin Louis de France, futur Louis XI, révolté contre son père le roi Charles VII et réfugié dans ses États de Dauphiné, négocie en secret avec Louis Ier de Savoie qui accepte de lui donner sa fille en mariage. Le contrat est signé le 14 février 1451, à Genève, chez les franciscains.
Le mariage est célébré le 9 mars 1451 par procuration, à Chambéry en Savoie puis le 2 avril à Grenoble dans le royaume de France. Charlotte de Savoie a 6 ans (ou plus probablement 9, voir plus haut). Il s'agit d'un mariage par procuration : un engagement de principe qui sera conclu ou non, lorsque les fiancés en auront l'âge légal ce qui n'est pas le cas ici puisque l'âge légal du mariage des filles est fixé par l'Église catholique à 12 ans. Le dauphin Louis n'a probablement pas obtenu la dispense pontificale nécessaire à son union.
Pour fuir la colère de son père, Louis se réfugie avec sa jeune épouse à la cour de Philippe III le Bon, duc de Bourgogne, qui leur octroie le château de Genappe. Le mariage n'ayant pas été dénoncé, il est valide mais le premier des enfants du couple ne naîtra pas avant que la princesse fut nubile, c'est-à-dire à partir de 14 ans à l'époque.

### Descendance
Elle donne naissance à huit enfants dont seulement trois ont atteint l'âge adulte : Anne de France (future Anne de Beaujeu et régente du royaume), Jeanne de France, future épouse de Louis XII, et le futur Charles VIII. Louis XI veillera à l'éducation de son fils Charles, et Charlotte à l'éducation de ses filles.
Enfants :
- Louis (18 octobre 1458-1460)
- Joachim (15 juillet 1459-29 novembre 1459)
- Louise (juillet 1460-1460)
- Anne de Beaujeu (avril 1461-14 novembre 1522)
- Jeanne (23 avril 1464-4 février 1505)
- François (4 décembre 1466-4 décembre 1466)
- Charles VIII (30 juin 1470-7 avril 1498)
- François (3 septembre 1472-juillet 1473)

### Personnalité
Selon les chroniques de l'époque, Charlotte est dotée d'une beauté médiocre. Elle n'a joué aucun rôle politique, car son époux, Louis XI, avait décidé d'éloigner sa résidence au Plessis-du-Parc-lès-Tours de celle de la famille, le château d'Amboise, afin d'éviter l'immixtion des serviteurs de la reine dans les affaires de l'État. Cependant, sa vie était consacrée non seulement à l'éducation de ses filles, mais aussi à une excellente lecture, avec l'acquisition d'un grand nombre de livres. Aussi le château d'Amboise était-il illustré par la richesse de sa bibliothèque. De plus, en dépit de ses faibles ressources, la reine gardait toujours, jusqu'à sa mort, un libraire et un joueur de luth. Enfin, ce château est devenu le berceau de la Bibliothèque nationale de France. Après une vie solitaire et dévouée à son mari, Charlotte, malade, s'éteint le 1er décembre 1483 à Amboise, quelques mois seulement après son époux, elle n'était âgée que de 42 ans. La reine désirait être inhumée avec son mari, à la basilique Notre-Dame de Cléry-Saint-André. En conséquence, ce couple, exceptionnellement, ne fut pas enterré à l'abbaye royale de Saint-Denis.
Au contraire de son époux, la reine ne se déplaçait guère. Toutefois, l'année 1470 se distingua par son grand pèlerinage. En effet, à la suite de la naissance du dauphin Charles, seul héritier masculin et viable, elle alla au Puy-en-Velay afin de remercier la Sainte Vierge, en y passant la fête de Toussaint.

### Iconographie

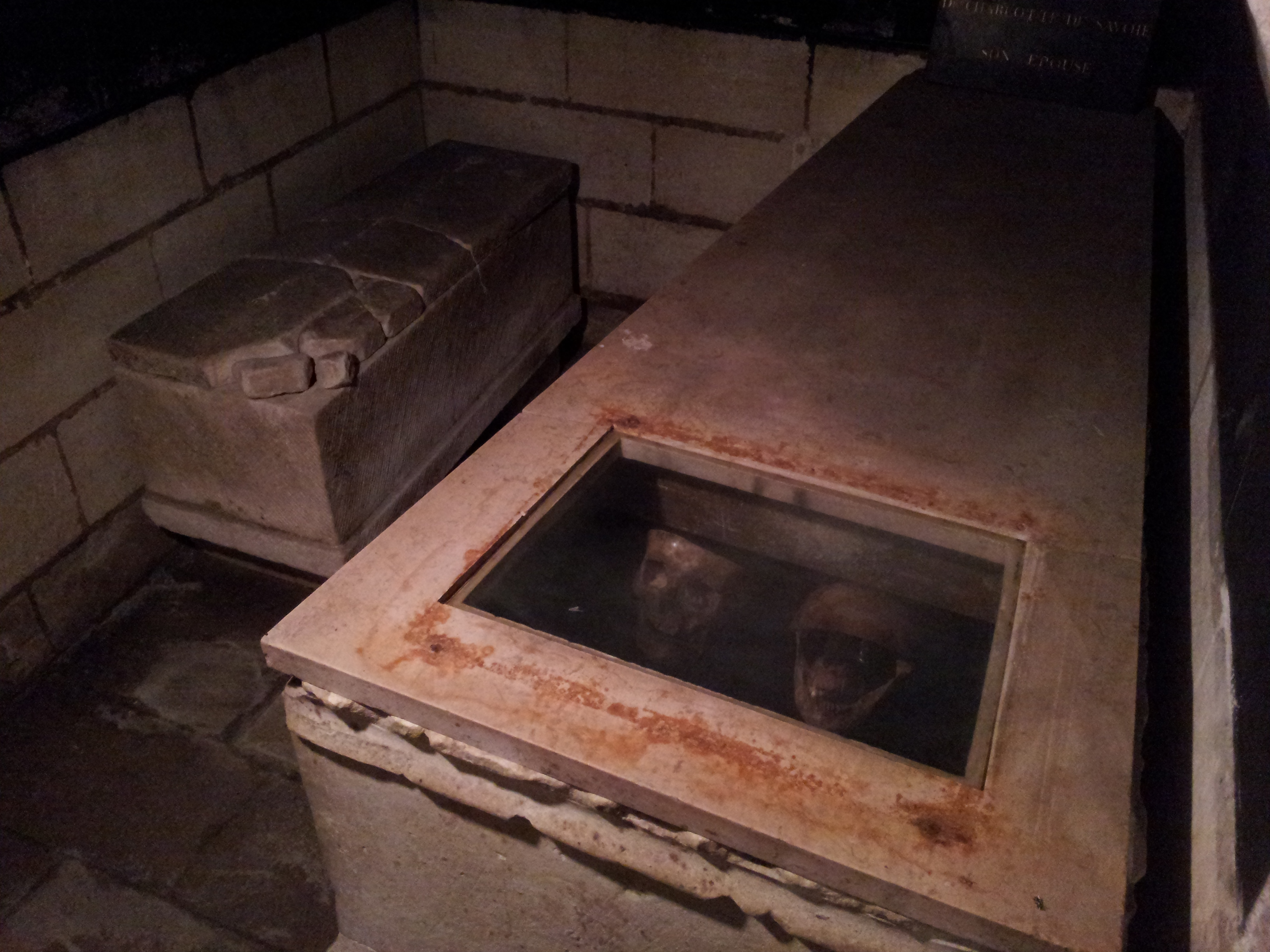
Tombeau de Louis XI et Charlotte de Savoie.